# Parafia św. Szczepana w Brynicy
Parafia św. Szczepana – rzymskokatolicka parafia położona przy ulicy Powstańców Śląskich 50 w Brynicy. Parafia należy do dekanatu Siołkowice w diecezji opolskiej.

## Historia parafii
Istnienie kościoła w Brynicy datowane jest na 1687 rok, jako kościoła filialnego parafii w św. Katarzyny w Dobrzeniu Wielkim. Była to budowla drewniana, orientowana, zbudowana w konstrukcji wieńcowej (zrębowej), na rzucie prostokąta. Parafia została erygowana w 1818 roku, jej pierwszym proboszczem został ksiądz Philip Sobel. Z inicjatywy ks. Johanna Himmela, został w latach 1901–1903, wybudowany obecny kościół parafialny.
Świątynię konsekrował kardynał Georg von Kopp 23 listopada 1911 roku. Dzień wspomnienia (odpust) nie jest obchodzony w dniu św. Szczepana – 26 grudnia, tylko na początku sierpnia, w dniu wspomnienia przeniesienia w 555 roku relikwii św. Szczepana z Konstantynopola do Rzymu.
Od 19 sierpnia 2003 r. proboszczem parafii jest ks. Krzysztof Mróz.

## Zasięg parafii
Parafię zamieszkuje 1268 osób, swym zasięgiem duszpasterskim obejmuje ona miejscowości:
- Brynica,
- Grabczok,
- Surowina.

### Inne kościoły, kaplice i domy zakonne
- kościół filialny św. Jana Chrzciciela w Grabczoku.

### Szkoły i przedszkola
- Publiczna Szkoła Podstawowa w Brynicy,
- Publiczne Przedszkole w Brynicy[5].

## Duszpasterze

### Proboszczowie
- ks. Philip Sobel (1810–1822);
- ks. Frantz Hauptstock (1822–1841);
- ks. Daniel Nowak (1841–1854);
- ks. Jakub Czogalla (1854–1869);
- ks. Theodor Wagner (1869–1872);
- ks. Mauritius Schöbel (1872–1882);
- ks. Johann Himmel (1882 – 25.08.1906);
- ks. Jan Cygan (21.09.1906 – 10.03.1926);
- ks. Walter Joesche (26.08.1926 – 15.11.1938);
- ks. Norbert Janotta 15.11.1938 – 23.01.1945);
- ks. Józef Kopietz (01.09.1945 – 21.01.1959);
- ks. Stefana Nogaja (24.01.1959 – 31.08.1963);
- ks. Adam Polechoński (01.09.1963 – 19.08.2003);
- ks. Krzysztof Mróz (19.08.2003 – nadal).

## Grupy parafialne
- Ministranci,
- Marianki,
- Schola,
- Parafialny Zespół Caritas,
- Róże Różańcowe[3].